# 다카오카촌 (이바라키현)
다카오카촌(高岡村)은 이바라키현 다가군에 설치되었던 촌이다. 현재의 다카하기시 서부에 해당한다.